# Горемика-Крупчинський Іван Максимович
Гореми́ка-Крупчи́нський Іван Максимович (1885, Васильківський повіт Київська губернія — ?, Володимир-Волинський) — член Української Центральної Ради. Отаман Васильківського коша Вільного козацтва, член Українського генерального військового комітету, старшина Армії УНР та Армії Української Держави. Брав участь у звільненні Києва від російсько-більшовицької окупації у березні 1918. Прилуцький повітовий комісар УНР.

## Біографія
У часи Першої світової війни служив у Російській імператорській армії на Румунському фронті військовим чиновником у чині колезького реєстратора, зокрема у військовій залозі міста Кимполунг (тепер місто Кимпулунг-Молдовенеск у повіті Сучава в Румунії).
Учасник Першого військового з'їзду в Києві 5 — 12 травня 1917 р., організованого силами Українського військового клубу імені Гетьмана Павла Полуботка та Української Центральної Ради. Головою Комітету було обрано Симона Петлюру, членами: Володимира Винниченка, полковника Олександра Пилькевича, підполковників Віктора Павленка, Юрка Капкана, Віктора Поплавка, поручика Арсена Чернявського, прапорщиків Михайла Полозова, Аполона Певного, Федора Селецького, Василя Потішка, військового лікаря Івана Луценка, військового урядовця Миколу Міхновського, солдатів Степана Граждана та Дмитра Ровинського, матроса Степана Письменного. Також членом цього комітету було обрано військового урядовця Івана Горемику-Крупчинського. В Українському головному військовому комітеті Іван Горемика-Крупчинський виконує обов'язки секретаря. Історик Дмитро Дорошенко дав таку характеристику деяким членам Комітету:

«…Молоді офіцери Чернявський, Селецький, Певний, Потішко і військовий урядовець Горемика були симпатичні люди і добрі українці, але, очевидна річ, не мали ні відповідної підготовки, ні досвіду для рішення складних задач організації армії. До того ж декого з них захопив вир революційно-соціялістичного життя і специфічна політика революційного часу».

### Член Української Центральної Ради

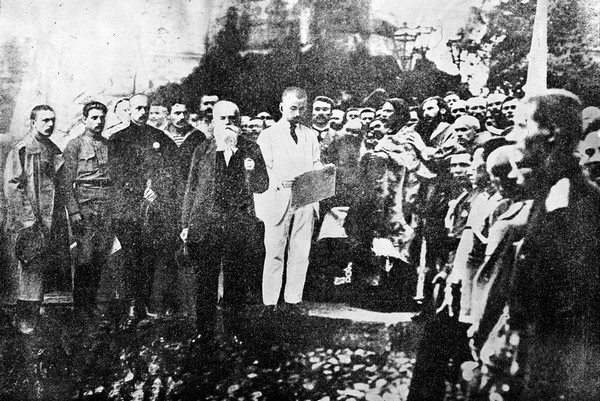
Проголошення Першого Універсалу Української Центральної Ради на Софіївській площі в Києві

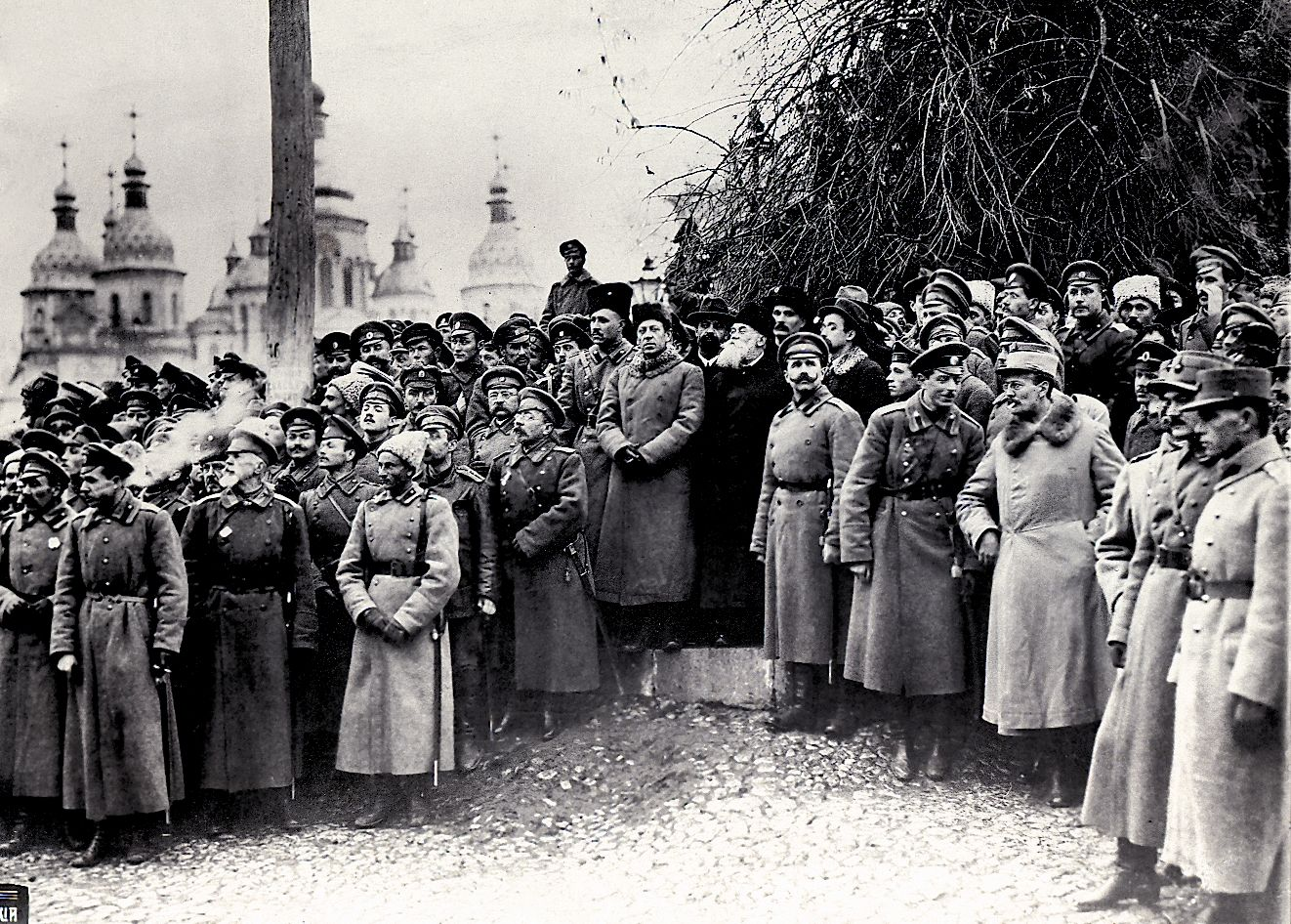
Проголошення Третього Універсалу на Софійській площі в Києві. У центрі — Симон Петлюра, Михайло Грушевський, Володимир Винниченко. 1917 р.

28 листопада 1917 р. за дорученням Центральної Ради виголосив ІІІ Універсал у Народному домі Кам'янця-Подільського, перед початком урочистого мітингу-концерту. Іван Горемика-Крупчинський був включений до членів Центральної Ради автоматично, як член УГВК. Усіх членів УГВК, включених до УЦР, називали членами від війська. Але незабаром його було виключено з членів Української Центральної Ради «за передреволюційну компромітаційну діяльність». Очевидно, тут ідеться про те, що влітку 1917 р. Горемика-Крупчинський був звинувачений прокурором Київського воєнно-окружного суду С. О. Батогом у роботі на таємну поліцію до революції.

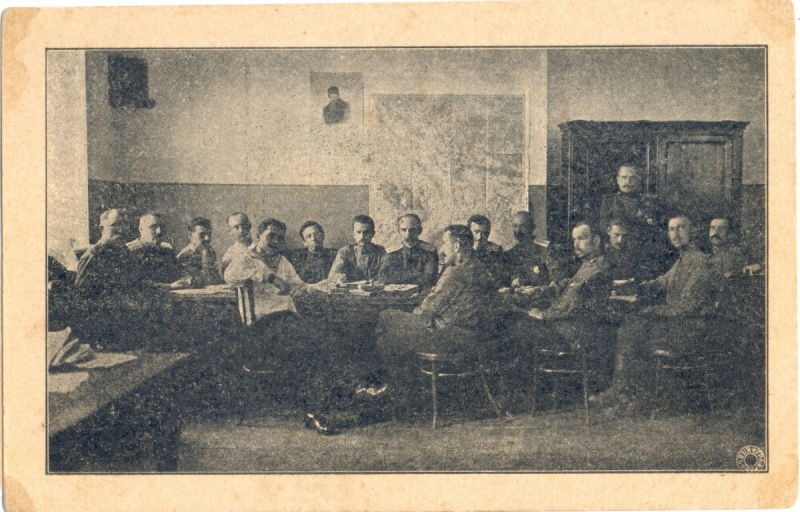
Засідання Українського генерального військового комітету, 1917 рік. На фото серед учасників — Іван Горемика-Крупчинський

Полковник Армії УНР Володимир Кедровський стверджував, що до революції Іван Горемика-Крупчинський служив у бердичівському охранному відділенні (царській таємній поліції).
Козак полку імені гетьмана Павла Полуботка Микола Падалка у своєму спогаді «Виступ „полуботківців“ 4–6 липня 1917 р. в м. Києві…» називає Івана Горемику-Крупчинського одним з ініціаторів збройного виступу «полуботківців» у Києві, поруч із Міхновським, Лукіянівим та Павелком.

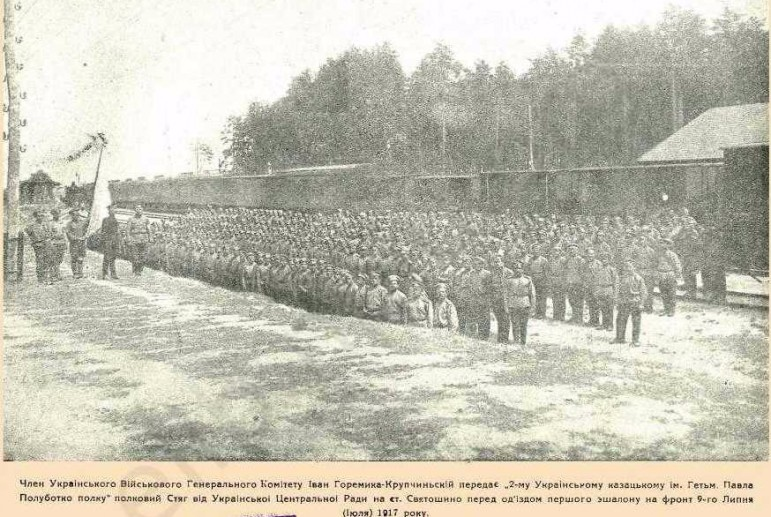
Член Українського генерального військового комітету Іван Горемика-Крупчинський вручає полку імені гетьмана Павла Полуботка полкове знамено на залізничній станції Святошин перед відправленням на фронт, 9 липня 1917 року. Фото з Колекції Григорія Савченка

Після невдалої спроби виступу «полуботківців» усе-таки відправили на фронт. Як стверджує сучасний історик та краєзнавець професор Григорій Савченко, 23 (10) липня на залізничній станції Святошин першому ешелону із Грушок Іван Горемика-Крупчинський, тоді член УГВК, вручив прапор із написом «2-му укр-му, казачому полку імені Гетьмана Павла Полуботка. Від Ц-ї Ради».

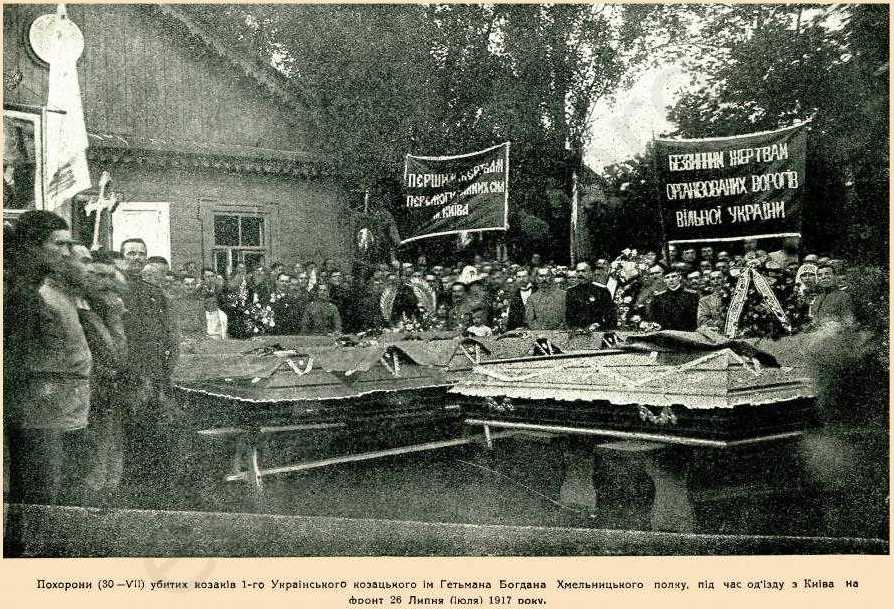
Похорони убитих козаків 1-го Українського козацького полку ім. Гетьмана Богдана Хмельницького під час від'їзду з Києва на фронт 26 липня 1917 року. На фото в центрі — Іван Горемика-Крупчинський, організатор похорону.

Після окупації Києва російськими більшовиками наприкінці січня — на початку лютого 1918 р. Горемика-Крупчинський не встиг відступити з Києва разом з урядом та військом Центральної Ради, був заарештований та утримувався у «штабі у Троїцькому Народному Домі» на розі Великої Васильківської і Жилянської (тепер Київський національний академічний театр оперети). Наступного дня, 30 січня, його судив більшовицький військовий трибунал «…як українського діяча і члена Українського Військового Генерального Комітету» у приміщенні «Городського театру» (ймовірно, йдеться про сучасний Національний академічний театр опери та балету України імені Тараса Шевченка; за версією історика Олександра Кучерука, йдеться про так званий Другий міський театр, тепер на цьому місці центральний вхід стадіону «Динамо» ім. Валерія Лобановського). За словами Горемики-Крупчинського, йому вдалося втекти і переховуватися на квартирах у знайомих, змінюючи адреси, адже його розшуковували більшовики.
18 лютого 1918 рятується і виїжджає з окупованого більшовиками Києва на Фастівщину.

### Отаман Васильківського коша Вільного козацтва
22 лютого 1918 року, на підставі наказу Воєнного міністра УНР Олександра Жуківського, разом із колишніми фронтовиками засновує підрозділ Васильківського Вільного козацтва. Горемику-Крупчинського обрано Кошовим Отаманом Васильківського Коша Вільного козацтва.
На чолі підрозділу Вільного козацтва з Васильківщини наприкінці лютого — на початку березня брав участь у боях із червоними росіянами та звільняв Білу Церкву, Фастів, Васильків, станцію Боярки, село Будаївка, Жуляни та інші селища та містечка на залізниці Біла Церква — Київ.
Брав участь у звільненні Києва від російсько-більшовицької окупації на початку березня 1918 р.
Після вступу німецьких військ до Києва, досягнувши з ними згоди, Іван Горемика-Крупчинський проголосив себе — тимчасово, до повернення української влади до Києва — комендантом міста.
Але через кілька днів очільники уряду УНР, повернувшись до Києва, заперечили законність його повноважень та оголосили, що всі видані ним розпорядження недійсні.
За наказом отамана Костянтина Прісовського, підрозділ Вільного козацтва на чолі з Іваном Горемикою-Крупчинським після звільнення Києва брав участь у відновліенні громадського порядку у Василькові, а згодом здійснив рейд на Білу Церкву. Після тривалого бою українські війська знову вибили більшовиків та повернули контроль над містом.
Більшовики, відступивши з Білої Церкви, укріпилися під Синявою (село Синява, тепер Рокитнянського району Київської області). Окупанти тримали фронт по лінії Тараща — Богуслав — Канів і далі на Полтавщину. З 9 по 14 березня 1918 підрозділ Вільного козацтва на чолі з Горемикою-Крупчинським брав участь у кровопролитних боях із більшовиками в селі Синява і врешті-решт прорвав більшовицький фронт.
25 березня Прісовський наказав Горемиці-Крупчинському звільнити від більшовиків Таращу. Більшовики відступили до Богуслава. Українські війська захопили в Таращі більшовицький штаб.
25 квітня 1918, за наказом № 87, виданим військовим міністром Олександром Жуковським, Васильківський кіш Вільного козацтва розпущений. Один із куренів Васильківського коша на чолі з Іваном Горемикою-Крупчинським реорганізований у Повітову Охоронну Сотню (ПОС) й залишився в Таращанському повіті для виконання завдань з охорони громадського порядку, зокрема під час гетьманського перевороту.
У грудні 1918 Іван Горемика-Крупчинський призначений Прилуцьким повітовим комісаром УНР.
У Центральному державному архіві вищих органів влади та управління України, у Фонді Міністерства військових справ Української Держави, зберігається доповідь отамана Васильківського коша Вільного козацтва Івана Максимовича Горемики-Крупчинського, в ній описані всі бойові дії, у яких брали участь вільні козаки з Василькова наприкінці зими — на початку весни 1918 року.
1 січня 1919 у Будаївському Архангело-Михайлівському храмі Іван Максимович Горемика одружився з мешканкою посаду Грушевець Рівненського повіту двадцятидворічною Фіонією (можливо, Фланією) В'ячеславівною Гіпер (можливо, Чіпер). Вінчав пару будаївський священик, настоятель Михайлівського храму протоієрей Іоан Славінський.

### Переїзд на Волинь
Після окупації центральної України росіянами, він переїздить у польську зону окупації — на Волинь, оселяються в місті Володимирі.
19 вересня 1922 у містечку Хотячів Володимир-Волинського повіту Іван Горемика-Крупчинський бере участь у створенні політичної організації «Українське народне об'єднання» та очолює управу партії. Його заступником став Іван Волошин, секретарем — Микола Юфімюк. Згідно з програмою, ухваленою в Луцьку 26 вересня 1922, УНО виступало за об'єднання всіх верств українського народу, що обстоювали самостійність України.
1925 УНО припинило діяльність. У Володимирі з 14 червня 1923? у співпраці зі священиками Петром Табінським, Петром Відибідом-Руденком та українськими журналістами Іваном Волошиним і Михайлом Сполітаком, Іван Горемика-Крупчинський заснував український культурно-економічний часопис «Досвітня зоря». Став головним редактором видання. З 1927 «Досвітня зоря» була партійним друкованим органом Партії українського народного єднання.
1925 Іван Горемика-Крупчинський у Володимирі починає видавати та редагувати газету «Ранок». У цих виданнях опубліковано багато політико-ідеологічних, світоглядних та історичних статей. У Володимирі Іван Горемика-Крупчинський створює Приватне Бюро скарг і заяв.
Похований у Володимирі–Волинському, ймовірно, на Лодомирському цвинтарі.

### Посмертна пам'ять

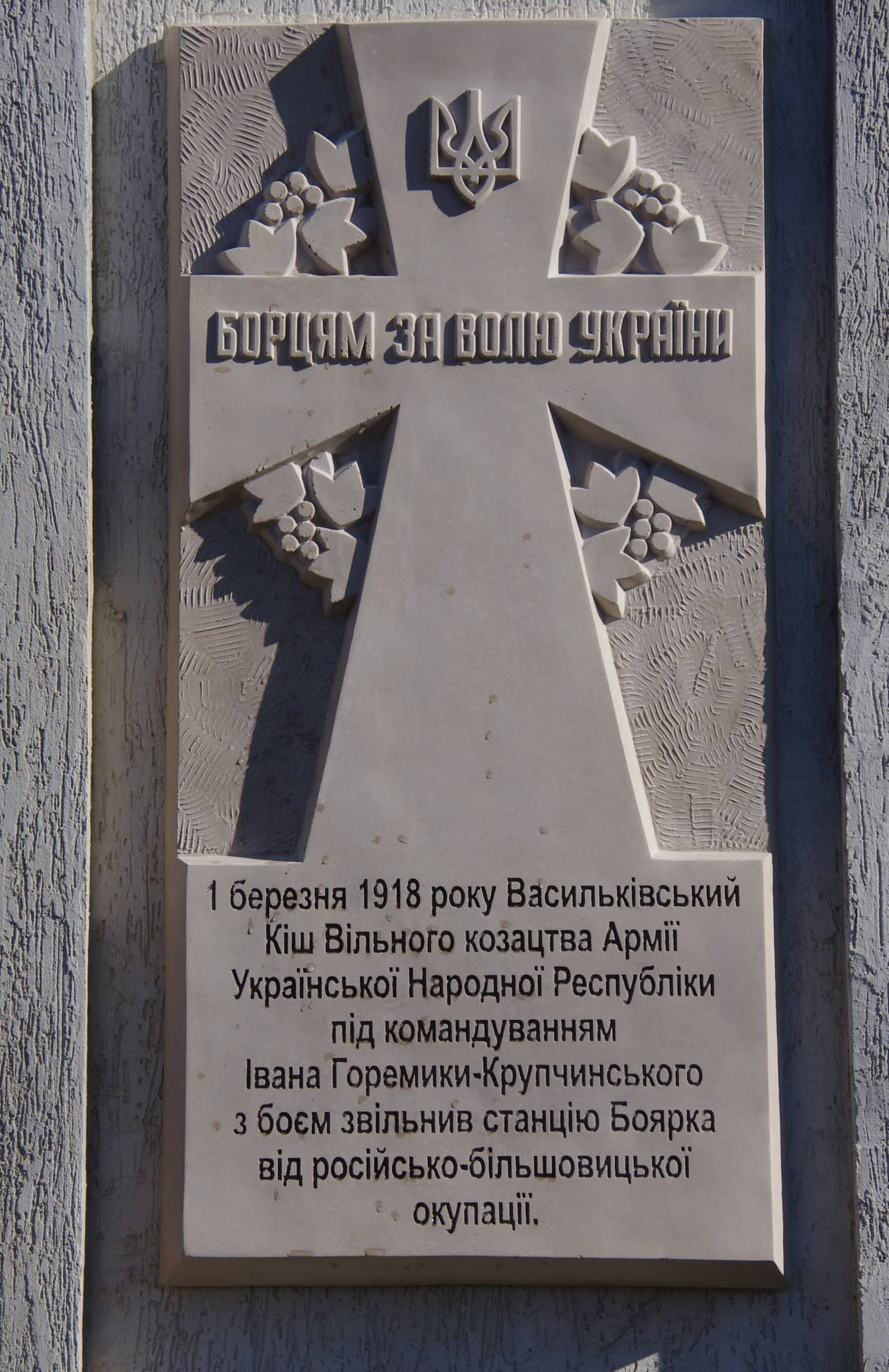
Барельєф, присвячений звільненню залізничної станції Боярка від російсько-більшовицької окупації Васильківським кошем Вільного козацтва. Встановлений на залізничній станції м. Боярка 14 жовтня 2018 року. Скульптор — Олександр Михайлицький. Фото — Віталій Падалка.

14 жовтня 2018 року на залізничній станції м. Боярка був встановлений барельєф, присвячений звільненню залізничної станції Боярка від російсько-більшовицької окупації Васильківським кошем Вільного козацтва. Скульптор — Олександр Михайлицький. Фото — Віталій Падалка.
Постать Отамана Івана Горемики-Крупчинського довгий час залишалася невідомою в Україні. Вперше дослідив життя героя Української Революції журналіст, історик та краєзнавець Андрій Ковальов (видання «З Архістратигом на щитах…»).